# Премия Европейской киноакадемии 1998
European Film Awards 1998 — премия Европейской киноакадемии (нем. Europäischer Filmpreis).

## Лауреаты и номинанты Премии Европейской киноакадемии 1998

### Лучший фильм
- Италия Жизнь прекрасна, режиссёр Роберто Бениньи
- США Мальчик-мясник, режиссёр Нил Джордан
- Испания Живая плоть, режиссёр Педро Альмодовар
- Дания Торжество, режиссёр Томас Винтерберг
- Германия Беги, Лола, беги, режиссёр Том Тыквер
- Великобритания Меня зовут Джо, режиссёр Кен Лоуч
- Франция Воображаемая жизнь ангелов, режиссёр Эрик Зонка

### Лучшая мужская роль
- Роберто Бениньи — Жизнь прекрасна
- Хавьер Бардем — Живая плоть
- Питер Маллан — Меня зовут Джо
- Ульрих Томсен — Торжество

### Лучшая женская роль
- Элоди Буше и Наташа Ренье — Воображаемая жизнь ангелов
- Аннет Мальэрб — Малыш Тони
- Динара Друкарова — Про уродов и людей

### Европейское открытие года
- Эрик Зонка  — Воображаемая жизнь ангелов
- Томас Винтерберг — Торжество

### Лучшая работа сценариста
- Питер Хауитт — Осторожно, двери закрываются
- Жан-Пьер Бакри и Аньес Жауи — Известные старые песни
- Ларс фон Триер — Идиоты
- Алекс ван Вармердам — Малыш Тони

### Лучшая операторская работа
- Адриан Биддл — Мальчик-мясник
- Тьерри Арбогаст — Черная кошка, белый кот
- Йозеф Фильсмайер — Комедианты-музыканты
- Дэнни Эльзен — Красный карлик

### Лучший документальный фильм
- Италия Claudio Pazienza

### Лучший короткометражный фильм
- Франция Однажды, режиссёр Мари Паку

### Приз Screen International Award
- США Шоу Трумана, режиссёр Питер Уир
- США Большой Лебовски, режиссёр Джоэл Коэн и Итан Коэн
- США Ночи в стиле буги, режиссёр Пол Томас Андерсон
- Австралия Замок, режиссёр Роб Ситч
- США Разбирая Гарри, режиссёр Вуди Аллен
- США Спасти рядового Райана, режиссёр Стивен Спилберг

### Приз за выдающиеся достижения в мировом кино
- Стеллан Скарсгард — Амистад и Умница Уилл Хантинг
- Жерар Депардьё — Человек в железной маске
- Антонио Бандерас — Маска Зорро
- Эмма Томпсон — Основные цвета
- Кейт Уинслет — Титаник
- Пирс Броснан — Завтра не умрёт никогда

### Приз международной ассоциации кинокритиков (ФИПРЕССИ)
- Югославия Бочка пороха, режиссёр Горан Паскалевич

### Специальный приз
- Джереми Айронс

### За творчество в целом
- Премия не награждалась

### Приз зрительских симпатий

#### Лучший актёр
- Антонио Бандерас — Маска Зорро

#### Лучшая актриса
- Кейт Уинслет — Титаник

#### Лучший режиссёр
- Роланд Эммерих — Годзилла